# Ханаби
Ханаби — кооперативная карточная игра, в которой игроки видят карты других игроков, но не свои, и должны выложить серии карт в правильном порядке на стол. В 2013 году Ханаби выиграла Spiel des Jahres, престижную награду за лучшую настольную игру года.

## Правила игры
Колода карт для Ханаби состоит из карт пяти цветов, в каждом цвете карты таковы: три единицы, по две двойки, тройки и четвёрки, и одна пятёрка. Игра начинается с 8 подсказками (специальный жетон) и 3 жетонами ошибки. В начале игры каждый игрок получает 4 или 5 карт (в зависимости от числа игроков), которые надо держать так, чтобы было видно другим игрокам, но не себе. Игроки по очереди делают ходы, каждый ход — ровно одно из следующих действий:
- Дать подсказку: Игрок указывает любому другому игроку, какие из его карт имеют определённое достоинство, либо определённый цвет. (Например, «вот все твои желтые карты» или «вот все твои четвёрки»). Можно давать только полную и корректную информацию. Нельзя сообщать, что у игрока нет каких-то карт. Такой ход отнимает один жетон-подсказку.
- Сбросить карту: Игрок выбирает карту из руки и кладёт её «в сброс». Эта карта уже не будет никак использована. Этот ход возвращает один жетон-подсказку, а игрок берёт в руку новую карту из колоды.
- Сыграть карту: Игрок предпринимает попытку сыграть карту из руки. Если это единица ещё не разыгранного цвета, или если эта карта — следующая в серии своего цвета, уже лежащей на столе, то она сыграна успешно и добавляется в серию. Иначе она уходит в сброс, и игроки теряют жетон ошибки. Успешное закрытие серии пятёркой также возвращает один жетон-подсказку. В любом случае игрок берёт в руку новую карту из колоды.

Когда игрок забирает последнюю карту из колоды, после этого играется ровно один круг (до хода этого игрока включительно), и игра заканчивается. Общий счет игроков — суммарное количество карт в сериях (наилучший счёт, таким образом, 25). Если же игроки потеряли все три жетона ошибки, игра тут же заканчивается со счётом 0.

## Награды
- Победитель премии Spiel des Jahres 2013 года[1].
- Победитель премии À la Carte 2013 года[2].